# Redken
Redken (oder Redken 5th Avenue NYC) ist ein US-amerikanisches Unternehmen für professionelle Haarpflegeprodukte mit Sitz in der 5th Avenue in New York City. Das Unternehmen gehört zur L’Oréal S.A.

## Geschichte
Im Jahr 1960 fanden sich die Schauspielerin Paula Kent (später Paula Kent Meehan, 1931–2014) und der Chemiker Jheri Redding (1907–1998) zusammen, um professionelle Haarpflege- und Stylingprodukte zu entwickeln, und gründeten das Unternehmen Redken. Der Name „Red-Ken“ setzt sich aus den jeweils ersten drei Buchstaben der Nachnamen der beiden Gründer zusammen. Ab 1965 war das Unternehmen mit seinerzeitigem Sitz in Kalifornien ganz im Besitz von Paula Kent. Im Jahr 1993 wurde Redken von der Cosmair, Inc. aufgekauft, die heute als L’Oréal USA firmiert, mit Hauptsitz an der 5th Avenue in New York City.

## Produkte
Redken stellt ausschließlich Produkte für den Friseurbedarf her. Gemäß einem 1960 vorgestellten Konzept „Protein-Feuchtigkeit-Ausgleich im Haar“ basieren die Produkte auf Proteinen und auf pH-Werten zwischen 4,5 und 5,5. Das Konzept geht davon aus, dass das menschliche Haar vornehmlich aus Proteinen besteht und deshalb zugeführtes Protein absorbieren könne.
Mit Stand Anfang 2023 sind Redken-Haarpflegeprodukte in über 43 Ländern erhältlich. 